# Адамович, Иван Григорьевич
Адамович Иван Григорьевич (1923 год, д. Новый Никольск, Омская губ., РСФСР — ?) — работник лесной промышленности, бригадир комплексной бригады Анучинского (до 1972 года — Верхе-Даубихинского) леспромхоза. Член КПСС. Герой Социалистического Труда.

## Биография
Родился в крестьянской семье деревни Новый Никольск Омской губернии. Во время Великой Отечественной войны в 1942 году был призван в ряды РККА. Воевал в составе 119-й гвардейской стрелковой дивизии. За время войны был трижды ранен. Весной 1944 года — награжден медалью «За Отвагу», летом того же года — орденом Славы III степени.
После войны, приехав к родственникам в Приморье, устроился на работу в Верхне-Даубихинский леспромхоз слесарем по ремонту трактором и автомашин, затем освоил профессию машиниста локомобиля, а в 1954 году — тракториста, позже — вальщика леса и раскряжевщика. Был назначен бригадиром малой комплексной бригады. В 1958 году бригада под его руководством получила звание коллектива коммунистического труда.
С 1959 по 1965 год бригада Адамовича по итогам 7-летнего плана развития народного хозяйства СССР установила рекорд для лесопромышленных предприятий Приморского края, заготовив более 110 тысяч тонн древесины.
17 сентября 1966 года Указом Президиума Верховного Совета СССР за выдающиеся достижения в выполнении заданий семилетнего плана по развитию лесной целлюлозно-бумажной и деревообрабатывающей промышленности ему было присвоено звание Героя Социалистического Труда с вручением ордена Ленина и золотой медали «Серп и Молот».
В январе 19658 года возглавил укрупнённую комплексную бригаду Верхне-Даубихинского леспромхоза.
Дальнейшая судьба неизвестна.

## Награды
- Орден Ленина (1966 год)
- Орден  Славы III степени (1944 год)
- Медаль «За отвагу» (1944 год)
- Медаль «За победу над Германией»
- Медаль «За трудовую доблесть»[1][2].